# Региональный ландшафтный парк «Птичий рай»
Региональный ландшафтный парк «Птичий рай» — природный памятник на территории города Вышгорода Киевской области. Его площадь составляет 466,8 га.

## Описание
Территория регионального ландшафтного парка «Птичий рай» составляет 466,8 га. Парк расположен на территории города Вышгорода Киевской области. Эта территория является собственностью Вышгородского городского совета и ГП «Киевская лесная научно-исследовательская станция». 
Ландшафтный парк — часть Днепровского островного архипелага. Решение «Об объявлении выявленных территорий и объектов природно-заповедного фонда местного значения на территории Киевской области и о некоторых вопросах объектов природно-заповедного фонда местного значения», которым и был создан ландшафтный парк, было принято 15 мая 2017 года на заседании сессии Киевского областного совета. Региональный ландшафтный парк «Птичий рай», включил в себя остров Большой Северный с внутренним заливом Журавль, остова Птичий и Вальковский в границах города Вышгород. Целью создания парка было сохранить и обеспечить воспроизводство представителей растительного и животного мира и природных комплексов, представляющих ценность. На территории ландшафтного парка существует как минимум 24 краснокнижных вида животных и 4 краснокнижных вида растений.
Остров Большой Северный, который является частью регионального ландшафтного парка «Птичий рай», впервые появился на карте в первой половине XIX века. Тогда он представлял собой полуостров, который находился выше устья Десны. Воды Днепра пробили русла до Десны, а одна из притоков отрезала полуостров от левого берега. По состоянию на 1849 год, пролив носил название Русло. Во второй половине XIX века, современная территория острова Большого была разделена озером Журавль на два острова.
На территории ландшафтного парка «Птичий рай» насчитывается около 260 видов сосудистых растений.
Растение булавоносец седоватый (лат. Corynephorus canescens) наиболее распространено на острове Большой. Менее распространённой является овсяница овечья (лат. Festuca ovina), овсяница полесская (лат. Festuca polesica) и тонконог сизый (лат. Koeleria glauca).
На острове Большой можно встретить такие растения, как пижму обыкновенную (лат. Tanacetum vulgare), щавель воробьиный (лат. Rumex acetosella), гвоздику борбаша (лат. Dianthus borbasii), ослинник двулетний (лат. Oenothera bienis), ослинник красностебельный (лат. O. rubricaulis), полынь полевая (лат. Artemisia campestris), очиток едкий (лат. Sedum acre), очиток большой (лат. Sedum maximum), спаржа лекарственная (лат. Asparagus officinalis), смолёвка татарская (лат. Silene tatarica), вероника колосковая (лат. Veronica spicata), зверобой (лат. Hipericum perforatum), подорожник ланцетолистый (лат. Plantago lanceolata), лук репчатый (лат. Allium angulosum), коровяк фиолетовый (лат. Verbascum phoeniceum), бессмертник песчаный (лат. Helichrysum arenarium), смолёвка Евгении (лат. Otites eugeniae) и смолёвка днепровская (лат. Otites borysthenica), коровяк лекарственный (лат. Verbascum phlomoides), ластовень лекарственный (лат. Vincetoxicum hirundinaria), камышевидник обыкновенный (лат. Scirpoides holoschoenus), коровяк лекарственный (лат. Verbascum phlomoides). Распространены лишайники, политрихиум волосоносный, мох тортулы полевой (лат. Polytrichum piliferum). На этих территориях растёт козлобородник украинский (лат. Tragopogon ucrainicus), который был занесён в Европейский Красный список 1991 года.
На территории острова растут грибы: маслята (лат. Suillus luteus), мухомор пантерный (лат. Amanita pantherina), Весёлка Адриана (лат. Phallus hadriani), дождевик ложный (лат. Scleroderma aurantiacum).
На территории созданного парка, среди беспозвоночных животных, можно увидеть несколько видов стрекоз. Встречается стрекоза дозорщик-император, которая занесена в Красную Книгу. Также, внесена в Красную книгу бабочка — махаон (лат. Papilio machaon) и сатир железный (лат. Hipparchia statilinus), которые водятся на территории парка.
В южной части острова Большого растёт вейник наземный, пижма обыкновенная, гвоздика Борбаша, сосны. В заливе Журавль растёт аир, осока, мята полевая, петушки болотные. На острове живут ужи, ящерицы, болотные черепахи.
Во время миграции птиц, на острове можно увидеть группы серых куропаток. На прибережных отмелях есть утки, бакланы, цапли, краснокнижные кулики-сороки. На острове водится каменная куница, в заливе — бобры.